# Kraiberg (Gaimersheim)
Kraiberg ist ein ehemaliger Ortsteil von Gaimersheim im oberbayerischen Landkreis Eichstätt.
In diesem Gemeindeteil liegt die evangelisch-lutherische Friedenskirche der Kirchengemeinde Gaimersheim.

## Lage
Der Ort liegt im Südosten von Gaimersheim nördlich der Bahnstrecke München–Treuchtlingen.

## Geschichte
In Volkszählungsunterlagen findet sich Kraiberg nur für die Jahre 1950 und 1961. Der Ort wurde 1950 beschrieben als Siedlung mit 14 Wohngebäuden und 210 Einwohnern, die noch kein amtlich benannter Ortsteil ist. Elf Jahre später wurden für den Ortsteil Kraiberg 82 Wohngebäude mit 448 Einwohnern festgestellt. Heute wird Kraiberg dem Gemeindeteil Gaimersheim zugerechnet.

### Bodendenkmäler
In Kraiberg gibt es zwei gelistete Bodendenkmäler, eine ehemalige Römerstraße und Reste des Fort Tann der Landesfestung Ingolstadt.